# First National

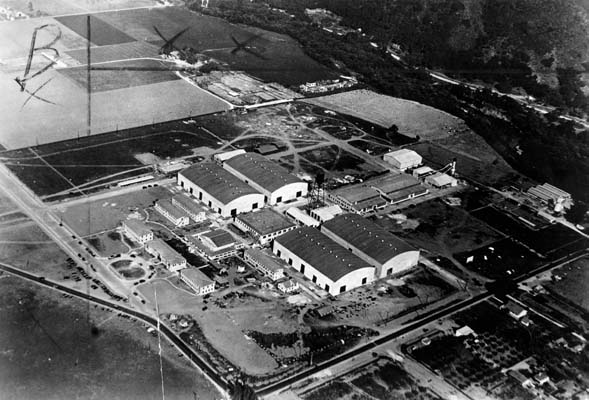
Die First National Studios in Burbank um 1928

Der First National Exhibitor’s Circuit entstand 1917 als Zusammenschluss 26 regionaler Verleihfirmen unter der Federführung von Thomas L. Tally. Ursprünglich war der Zweck der Firma, Filme zu finanzieren und anschließend den Verleih zu übernehmen, doch schon bald kam eine eigene Produktion hinzu. First National war eine Reaktion auf die marktbeherrschende Stellung von Paramount, die das Geschäft immer mehr monopolisierte. Der vom neuen Paramount-Eigentümer Adolph Zukor entlassene W.W. Hodkinson wurde Direktor der First National. 
Das Geschäftsmodell ging zunächst gut auf. Mit der Anwerbung von Mary Pickford und Charlie Chaplin für jeweils eine Million Dollar pro Film hatte man die wichtigsten Stars auf seiner Seite und kontrollierte zudem 1919/20 ca. 3400 Kinos, was 15 bis 20 % des amerikanischen Marktes entsprach. 
Da es aber nicht gelang, die Stars längerfristig zu binden (sie gründeten 1919 United Artists, mussten aber aufgrund der laufenden Verträge noch einige Filme drehen, weshalb die Firma 1920 noch relativ gut dastand), und da auch die geplante Fusion mit Paramount spektakulär scheiterte, ging es mit First National rapide bergab. Paramount kaufte nach und nach die einzelnen zusammengeschlossenen Firmen auf, bis First National im September 1928 von Warner Brothers aufgekauft wurde. Als Tochterunternehmen von Warner Brothers entstanden bei First National bis Mitte der 1930er-Jahre noch zahlreiche weitere Filme, bis First National im Jahr 1936 endgültig aufgelöst wurde. Bis dahin betrieb das Unternehmen auch Zweitniederlassungen im Ausland; so unter anderem die Warner Brothers First National Films Ges.m.b.H. in der Mariahilfer Straße in Wien.